# Euryopis tavara
Euryopis tavara là một loài nhện trong họ Theridiidae.
Loài này thuộc chi Euryopis. Euryopis tavara được Herbert Walter Levi miêu tả năm 1954.